# Affamés
Pour les articles homonymes, voir Hunger.
Ne doit pas être confondu avec Affamés (film).
Pour plus de détails, voir Fiche technique et Distribution.
Affamés (Hunger) est un film d'horreur américain de Steven Hentges sorti en 2009.

## Synopsis
Cinq personnes se réveillent enfermées dans un puits. Ils n'ont rien à manger. Ils réalisent qu'ils sont les cobayes d'une expérience sadique pour tester la volonté humaine de survie. Les jours passent sans nourriture et sans pouvoir s'échapper, la faim augmente en même temps que s'éloigne l'humanité, et commence l'anthropophagie.

## Fiche technique
- Titre : Affamés
- Titre original : Hunger
- Réalisation : Steven Hentges

## Distribution
- Lori Heuring: Jordan
- Linden Ashby: Grant
- Joe Egender
- Lea Kohl